# Cani pastore dei Balcani

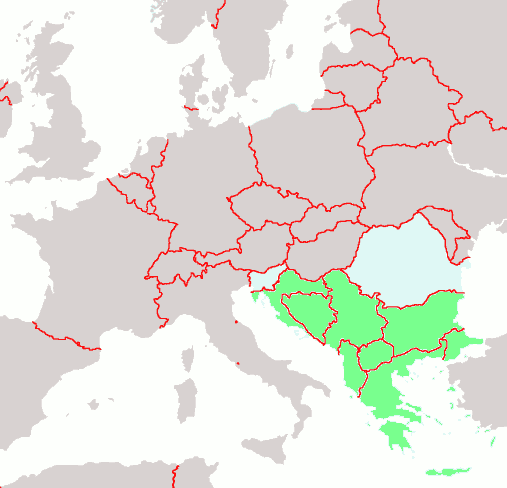
La penisola dei Balcani

I cani pastore dei Balcani sono presenti nella penisola balcanica e zone limitrofe, nota anche come Balcani (dalla forma abbreviata di Monti Balcani, sistema montuoso tra Bulgaria e Serbia; dal turco balkan ‘monteʼ), una penisola dell'Europa orientale; è delimitata a ovest dal mare Adriatico, a sud-ovest dal mar Ionio, a est dal mar Nero, a sud-est dal Mar di Marmara, e a sud dal mar Egeo.
In questa ampia regione geografica nei secoli si sono sviluppate numerose razze di cani da pastore, tutte caratterizzate dalla resistenza alle più estreme condizione climatiche e dal grande per la capacità di difendere gli allevamenti dai carnivori come gli orsi, lupi, volpi e linci.
Sono soprattutto cani del tipo pastore guardiano e non del tipo pastore conduttore, con i quali talvolta si accompagnano.

## Storia

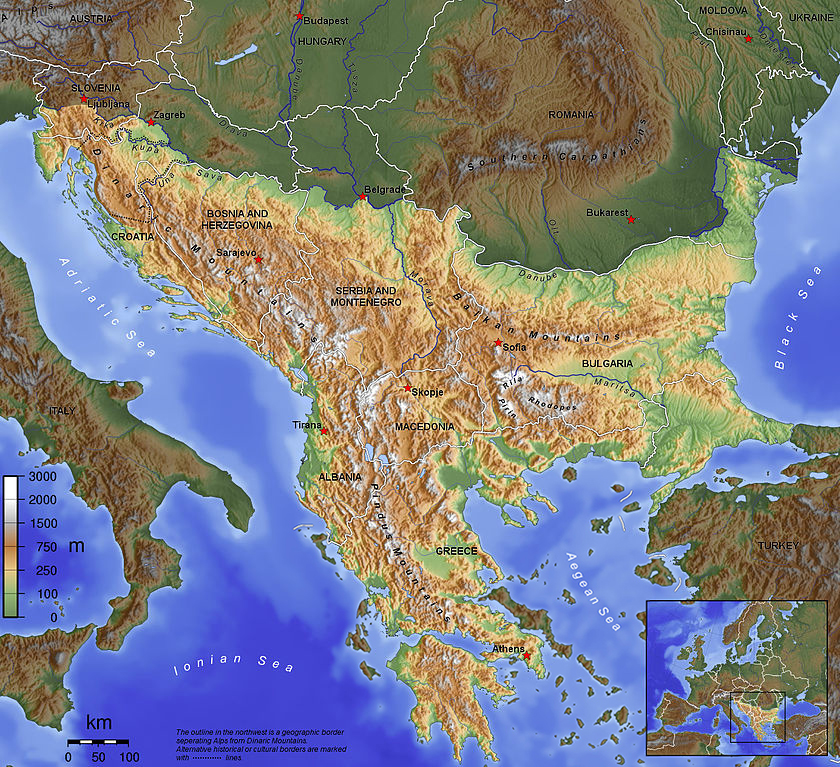
Orografia dei Balcani

Le lontane origini di questo gruppo di razze di cani sono da ricercare tra i più antichi pastori-custodi, quei cani dell'Asia centrale che hanno dato probabilmente hanno dato origine a quasi tutti i Molossoidi, ed in particolare al gruppo dei cani da montagna. 
Essi derivano direttamente da diversi ceppi di cani che, in una vasta zona circostante la catena del Caucaso, compresa oggi nelle repubbliche dell'Armenia, dell'Azerbaigian, della Georgia e della Russia, erano tradizionalmente adibiti alla difesa del bestiame da ladri e predatori; tra questi l'Armenian Gampr Dog, il Caucasian Shepherd Dog, il Georgian Shepherd Dog, il Pshdar dog e il Sarabi Mastiff.
Queste razze per svolgere questo lavoro hanno una struttura fisica imponente e robusta, una folta pelliccia che protegga dalle intemperie ed anche almeno in parte, dagli attacchi dei nemici, ma soprattutto un carattere fiero, indipendente, territoriale ed un forte attaccamento ai beni da proteggere.
Alcuni, come l'italiano Pastore Maremmano-abruzzese, appartengono al gruppo dei Grandi cani bianchi, cani diffusi in numerosi paesi europei e centro asiatici.

## Geografia
Nella penisola Balcanica sono geograficamente situati i seguenti Stati:
- Croazia, Serbia, Bosnia ed Erzegovina, Montenegro, Bulgaria, Kosovo, Albania, Macedonia del Nord, Grecia e Turchia europea; per alcuni autori anche Slovenia, Romania e Moldavia.

Essa è suddivisa nei:
- Balcani Orientali la cui area orientale della penisola balcanica è occupata da Bulgaria, Grecia e Turchia.
- Balcani Occidentali La cui regione occidentale della penisola balcanica comprende l'Albania e molti paesi dell'ex-Jugoslavia.

In questa area prevalgono le zone montuose e forestali, con una importante vocazione alla pastorizia, che rappresenta un'attività economica importante per molti paesi di questa area. Tra le avversità naturali della pastorizia di queste aree vi sono: l'orso, la volpe, lo sciacallo, la lince e il lupo.

## Razze
Da ciò la necessità di avere cani da guardia del bestiame che sono necessarie per la produzione e allevamento del bestiame nei Balcani. 
Nei Balcani, come geograficamente prima visto, si sono evolute nei secoli diverse razze di cane da pastore dedite alla custodia e controllo degli allevamenti. 
I cani guardiani del bestiame rimangono con il gruppo di animali che proteggono come membri a tempo pieno del gregge o della mandria. La loro capacità di proteggere la mandria è principalmente istintiva, poiché il cane è legato alla mandria sin dalla più tenera età.
A differenza dei cani da pastore che controllano il movimento del bestiame, i cani da guardianìa si confondono con loro, osservando gli intrusi all'interno del gregge. La semplice presenza di un cane da guardia di solito è sufficiente per allontanare alcuni predatori, e i cani da guardianìa affrontano i predatori con intimidazioni vocali, abbaiando e mostrando comportamenti molto aggressivi. Il cane può attaccare o combattere il predatore se non riesce ad intimidirlo e scacciarlo.
Le caratteristiche comuni dei cani da guardia in questo gruppo sono quelle di avere un cane grande e potente con mantello generalmente biancastro. Inoltre, vi è una impressionante continuità morfologica e attidudinale in tutte le razze distribuite lungo il territorio che si estende dal Portogallo (citiamo solo una delle razze di pastori-custodi locali, il Rafeiro do Alentejo), fino agli altopiani del Tibet (Mastino tibetano).
Tra le razze dei Balcani di maggior successo abbiamo:
| Razza                            | Paese                | Sinonimi | Foto |
| -------------------------------- | -------------------- | --- | ---- |
| Akbash                           | Turchia              | Turkey Akbash Dog Akbash Shepherd Dog |      |
| Ciobănesc românesc de Bucovina   | Romania              | Pastore rumeno di Bucovina Romanian Bukovina Sheepdog Bucovina Sheepdog Bucovina Shepherd Southeastern European Shepherd Dulau Capau Ciobanesc Romanesc de Bucovina Ciobanesc de Bucovina Bukovina Wolfdog Bukovinac |      |
| Cane dei Sarakatsani             | Bulgaria             | Karakachan Ovcharsko kuche Molosso di Tracia Bulgarian Shepherd |      |
| Romanian Carpathian Shepherd Dog | Romania              | Carpathian Shepherd Dog Ciobănesc Românesc Carpatin Zăvod Romanian Shepherd Dog Romanian Carpathian Shepherd Caine Ciobanesc Carpatian Carpathian Sheepdog Carpatin Romanian Carpatin Herder Rumanian Carpatin |      |
| Greek Shepherd                   | Grecia               | Ellinikós Pimenikós Greek Sheepdog Greek Shepherd Standard Greek Sheepdog |      |
| Kangal çoban köpeği              | Turchia              | Kangal Cane da pastore dell'Anatolia |      |
| Karaman                          | Turchia              | |      |
| Kars                             | Turchia              | Killi Sacakli Tuylu |      |
| Cane da pastore di Karst         | Slovenia             | Kraševec Kraški ovčar Istrian Shepherd Dog North Istrian Sheepdog Karst Krasky Ovcar Karst Mastiff Krasevac Krashki Ovtchar Istarski Krasevac |      |
| Pastore rumeno Raven             | Romania              | Pastore rumeno nero Romanian Raven Shepherd Dog Corb Shepherd |      |
| Koyun                            | Turchia              | Rize Koyun Cane pastore turco di Rize |      |
| Kuvasz                           | Ungheria             | |      |
| Karaman cane pastore Macedone    | Macedonia            | Black Macedonian Shepherd Dog Makedonsko Ovcarsko Kuce Karaman Makedonski Pastirski Pas Karaman, Karaman Macedonian Karaman Sharplaninatz Macedonian Karaman Makedonski Ovcarski Pas Karaman Sarplaninec Makedonski Karaman Crni Makedonski Ovcar Karaman |      |
| Romanian Mioritic Shepherd Dog   | Romania              | Mioritico Ciobănesc Românesc Mioritic Barac Romanian Mioritic Sheepdog Mocano Rumanian Barak |      |
| Sharplaninac                     | Kosovo e Macedonia   | Illyrian Shepherd Dog Yugoslavien Shepherd Dog Yugoslavian Herder Illyrian Sheepdog Serbo-Macedonian Mountain Dog Yugoslavian Mountain Dog Sharplanina Shepherd Dog Sharplaninetz Ilirski Ocvharka Sharplaninatz Sarplaninski Pas Sarplaninski Ovcarski Pas Mount Shara Mastiff Jugoslovenski Planinski Pas YugoslovenskoMakedonski Pastirski pas-Sarplaninac Srpsko-Crnogorski Planinski Pas- Sarplaninac Srpsko-Crnogorski-Makedonski Sarplaninski Pas |      |
| Slovenský čuvač                  | Slovacchia           | Slovak Cuvac Slovakian Chuvach Tatransky Cuvac Slovensky Kuvac |      |
| Tornjak                          | Bosnia ed Erzegovina | Bosnian Herzegovinian Croatian Shepherd dog Bosnian and Herzegovinian Shepherd Dog Bosnian Shepherd Dog Croatian Mountain Dog BosnianHerzegovinian and Croatian Shepherd Dog Hrvatski Pas Planinac |      |